# Hôpital royal naval (Hong Kong)
L'hôpital royal naval (皇家海軍醫院, Royal Naval Hospital) est une ancienne structure médicale de la Royal Navy située à Hong Kong.
Il est fondé en 1841, soit l'année de l'arrivée des Britanniques sur l'île de Hong Kong, sous forme de matshed (structure temporaire en bambou) sur le site de la future caserne Wellington. Un typhon le détruit la même année et il est temporairement relocalisé sur le HMS Minden (en), un navire à voile de troisième rang, qui est remplacé par le HMS Alligator (en) en 1846, une frégate de sixième rang, puis par le HMS Melville (en), un autre voilier de troisième rang en 1857.
L'hôpital retourne brièvement à terre à l'hôpital des marins en 1873, puis sur le mont Shadwell, actuel site de l'hôpital Ruttonjee jusqu'à sa destruction durant la Seconde Guerre mondiale.  Le financement de l'hôpital des marins provenait du bénéfice de la vente de HMS Melville qui s'élevait à 35 000 HK$,.
Après la guerre, l'hôpital royal naval est relocalisé sur deux étages de l'hôpital Queen Mary (en). En 1946, l'hôpital déménage au War Memorial Nursing Home on the Peak (Mount Kellett Road) jusqu'à sa fermeture en 1956. Le War Memorial Nursing Home fusionne avec l'hôpital Matilda pour former le Matilda and War Memorial Hospital, rebaptisé plus tard l'hôpital international Mathilda (zh). Les services médicaux de la marine et les patients sont transférés à l'hôpital militaire britannique de Kowloon après 1956.